# Carleton Coon
Pour les articles homonymes, voir Coon.
Carleton Coon, né le 23 juin 1904 à Wakefield dans le Massachusetts et mort le 3 juin 1981 à Gloucester dans le même État, est un anthropologue américain.
Professeur d'anthropologie aux universités de Pennsylvanie et Harvard, président de l'Association américaine d'anthropologie physique, il est notamment connu pour avoir écrit The Origin of Races (1962).

## Biographie

### Premières études
Carleton Stevens Coon est né à Wakefield dans le Massachusetts dans une famille d'origine cornique. Dès sa jeunesse, il développe un vif intérêt pour la préhistoire, et étudie les hiéroglyphes et obtient un prix en grec ancien à la Phillips Academy.
Il entre par la suite à Harvard, où il suit les cours d'égyptologie de George Andrew Reisner et y apprend l'arabe. C'est à cette époque que, faisant la connaissance de Earnest Hooton, il s'intéresse de plus en plus à l'anthropologie, discipline relativement neuve à l'époque. En 1925, il est diplômé magna cum laude puis devient conservateur du département d'ethnologie du musée d'archéologie et d'anthropologie de l'université de Pennsylvanie. Après l'obtention de son doctorat en 1928, il devient maître de conférence en 1935 puis professeur à Harvard en 1938. En 1931, il publie sa première étude ethnologique sérieuse, les Tribes of Rif.
À l'instar de son mentor Earnest Hooton, Coon écrit beaucoup pour le grand public et publie ainsi dès 1932 The flesh of the wild Ox, ou en 1933 The Riffians, une nouvelle inspirée des études qu'il mena en Afrique du Nord avant son doctorat. En 1935 paraît une seconde étude anthropologique, Measuring Ethipia and Flight into Arabia, puis en 1939 il met à jour l'ouvrage de William Z. Ripley The Races of Europe (1899) qui fait alors autorité parmi les anthropologues et qui sera à nouveau mis à jour dans des éditions ultérieures. À la fin des années trente, il collabore avec un autre professeur d'Harvard, Eliot Chapple, à l'écriture des Principles of Anthropology, qui paraissent en 1942.

### Activités pendant la Seconde Guerre mondiale et auprès de l'armée américaine
Dans The Anthropologist as OSS Agent, Coon évoque son rôle au sein de l'Office of Strategic Services, agence américaine de renseignement qui sera dissoute après la guerre pour former la CIA. Son statut d'anthropologiste en Afrique du Nord lui permit en effet d'y exercer un grand nombre de responsabilités, allant de l'organisation de groupes de résistance ou de l'engagement au côté des groupes de résistance français jusqu'à la participation à certains combats.
Coon reste engagé auprès de l'armée américaine après la guerre : c'est ainsi que de 1954 à 1957, il prend des photographies aériennes de nombreuses places stratégiques telles la Corée, Ceylan, l'Inde, le Japon… pour le compte de l'US Air Force.

### De la fin de la guerre jusqu'aux années 1950
En 1948, Coon quitte Harvard et, revenant d'Afrique du Nord, il devient professeur en anthropologie à l'université de Pennsylvanie. Durant les années 1950, il produit un grand nombre de documents universitaires, mais aussi des livres de vulgarisation dont le plus célèbre est The Story of man, paru en 1954.
Coon cherche à expliquer les caractéristiques physiques des races et publie en 1950 Races : A Study of the Problems of Race Formation in Man en collaboration avec Stanley Marion Garn et Joseph Benjamin Birdsell. Coons s'écarte de la position de Garn qui souhaitait définir les races à partir d'analyse des fréquences des différents gênes dans les populations concernés.
Il s'insurge à cette époque contre la défiance envers le concept de race, particulièrement répandue chez les anthropologues boasiens, qui en viennent à nier les différences biologiques pour des raisons sociales ou philosophiques

### The Origin of Races(1962)
C'est en 1962 que paraît son œuvre majeure, The Origin of Races, travail qu'il veut préliminaire à une étude plus vaste intitulée Races of the World. C'est ainsi qu'en 1965, il publie avec Edward Hunt The Living Races of Man. Le livre est âprement critiqué par ses adversaires, en particulier pour une hypothèse, selon laquelle cinq sous-espèces d’Homo erectus auraient évolué séparément vers l’Homo sapiens. Coon reconnaîtra par la suite le manque de nuance de cet énoncé, qu’il expliquera par une incompréhension avec son éditeur : le passage sera reformulé dans les éditions suivantes de l'ouvrage. Malgré ces critiques, l'ouvrage a été réédité de nombreuses fois, et reste trente ans plus tard une référence utile tant pour le profane que pour les spécialistes selon son biographe William W. Howells.
De 1962 à 1964, il préside l'Association américaine d'anthropologie physique.
Il a appartenu au comité de patronage de Nouvelle École.

### Dernières années
Coon publie deux volumes de ses mémoires en 1980 et en 1981 avant de mourir le 3 juin de cette même année à Gloucester dans le Massachusetts. Son dernier ouvrage, Racial Adaptations, est publié de manière posthume l'année suivante, soit en 1982.
Il a deux fils : le diplomate, compositeur et essayiste Carl Coon, et le joueur de bridge Charles Coon (en).

## Œuvre
Sa méthode consistait à émettre des thèses en anthropologie sur base d'un matériel archéologique.

### La distinction de cinq races d'homme
|  | Race caucasoïde  |
|  | Race congoïde    |
|  | Race capoïde     |
|  | Race mongoloïde  |
|  | Race australoïde |

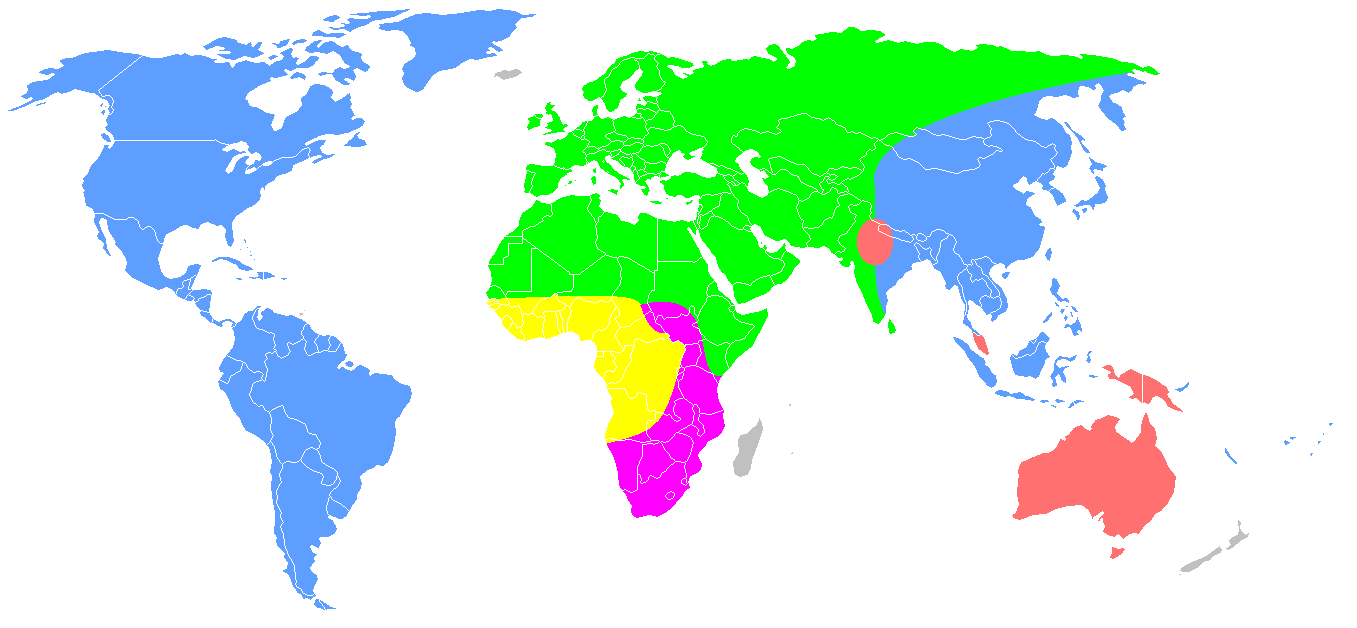
Distribution des cinq races (ou sous-espèces) humaines d'après Carleton Coon (après le Pléistocène).

Pour Coon, les variations géographiques de l'espèce humaine sont suffisantes pour que l'on puisse distinguer différentes sous-espèces. Dans The Origin of Races, il explique que les sous-espèces de l'Homo erectus se sont conservées chez l'Homo sapiens. Il distingue ainsi cinq races actuelles, notamment distinguables par leurs adaptations différentes à différents environnements :

« De part et d'autre des frontières — barrières naturelles telles que des rangées de montagnes, des étendues désertiques, ou même un certain isotherme — il est possible de retrouver des sous-espèces différentes, issues d'une même espèce, et qui se sont adaptées l'une et l'autre de manière à être en équilibre avec leurs environnements respectifs. De même que deux environnements peuvent se distinguer par certaines caractéristiques, les deux structures génétiques des deux sous-espèces différeront… Dans chacun des deux territoires naturels, la sélection garde la structure génétique des sous-espèces locales constantes, tout en éliminant les gènes défavorables. »

Toutefois, si aux centres géographiques des diverses zones occupées par l'une ou l'autre sous-espèce, celles-ci sont facilement distinguables, il apparaît qu'il existe des régions où on peut observer des variations mineures des types humains. Coon estime qu'il s'agit là d'un obstacle à outrepasser et établit sa typologie sur des bases morphologiques. Surtout, il cherche à comprendre l'origine de cette distinction.

## Publications

### Ouvrages

#### Ouvrages scientifiques
- (en) Carleton Coon, Tribes of the Rif, Harvard African Studies, 1931
- (en) Carleton Coon, The Races of Europe, Macmillan, 1939
- (en) Carleton Coon et Eliot Dismore Chapple, Principles in Anthropology, New York: Henry Holt and Company, 1942
- (en) Carleton Coon, Caravan : the Story of the Middle East, New York: Henry Holt and Company, 1951
- (en) Carleton Coon, The Origin of Races, New York: Alfred A. Knopf
- (en) Carleton Coon et Edward Hunt, Anthropology A to Z., New York: Alfred A. Knopf
- (en) Carleton Coon et Edward Hunt, The Living Races of Man, New York: Alfred A. Knopf, 1965
- (en) Carleton Coon, Racial Adaptations, Nelson-Hall, 1982

#### Mémoires et fictions
- (en) Carleton Coon, Flesh of the Wild Ox, 1932
- (en) Carleton Coon, The Riffian, 1933
- (en) Carleton Coon, A North Africa Story : Story of an Anthropologist as OSS Agent, 1980
- (en) Carleton Coon, Measuring Ethiopia
- (en) Carleton Coon, Adventures and Discoveries : The Autobiography of Carleton S. Coon, 1981 (ouvrage posthume)

### Autres
Coon apparaît aux côtés de Vincent Price et Jacque Lipschitz dans l'un des épisodes de la série télévisée What in the World?, dans laquelle des spécialistes de l'université de Pennsylvanie essayaient d'identifier, face à la caméra, l'origine géographique et la date d'un fossile issu des collections du musée de l'université. À la fin de l'émission le directeur du musée, Froelich Rainey, leur donnait raison ou non en indiquant avec les bonnes justifications d'où le fossile étudié venait. L'émission dans laquelle Coon apparaît date de 1955 et est disponible à la lecture sur le site archive.org

## Distinctions
- Titulaire de la Legion of Merit (1945)
- Titulaire de la Viking Fund Medal (en) d'anthropologie physique (1951)
- Athenaeum Literary Award pour The Origin of Races (1962)